# Budai ciszterci Szent Imre-templom
A Budai Ciszterci Szent Imre Plébániatemplom neobarokk stílusú épületét a Szent Imre jubileumi év alkalmával 1938-ban Serédi Jusztinián hercegprímás Szent Imre tiszteletére szentelte fel. A ciszterci rend számára Wälder Gyula egyetemi tanár tervezte.
A Villányi úton álló templomot 1972–75 között belsőleg, 1976–79 között külsőleg újították meg. A plébániát 1989-től ismét a ciszterciek látják el. Legutóbb 2019-2020 között esett át homlokzat- és tető rekonstrukción. Tornyai órákat is kaptak.

## Galéria

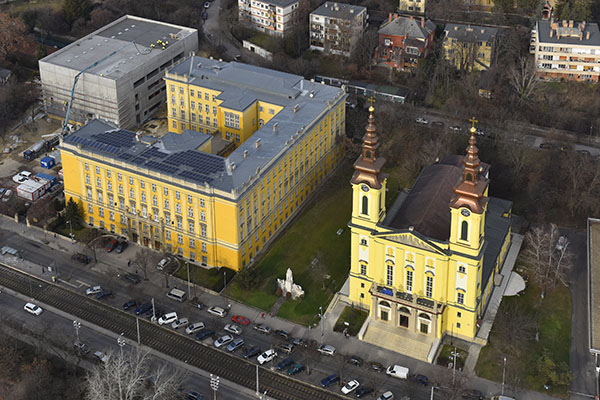
Budai ciszterci Szent Imre-templom és mellette a Szent Imre Gimnázium (2021)
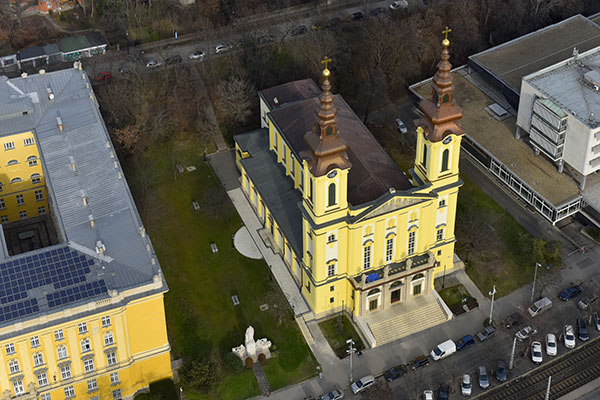
2021
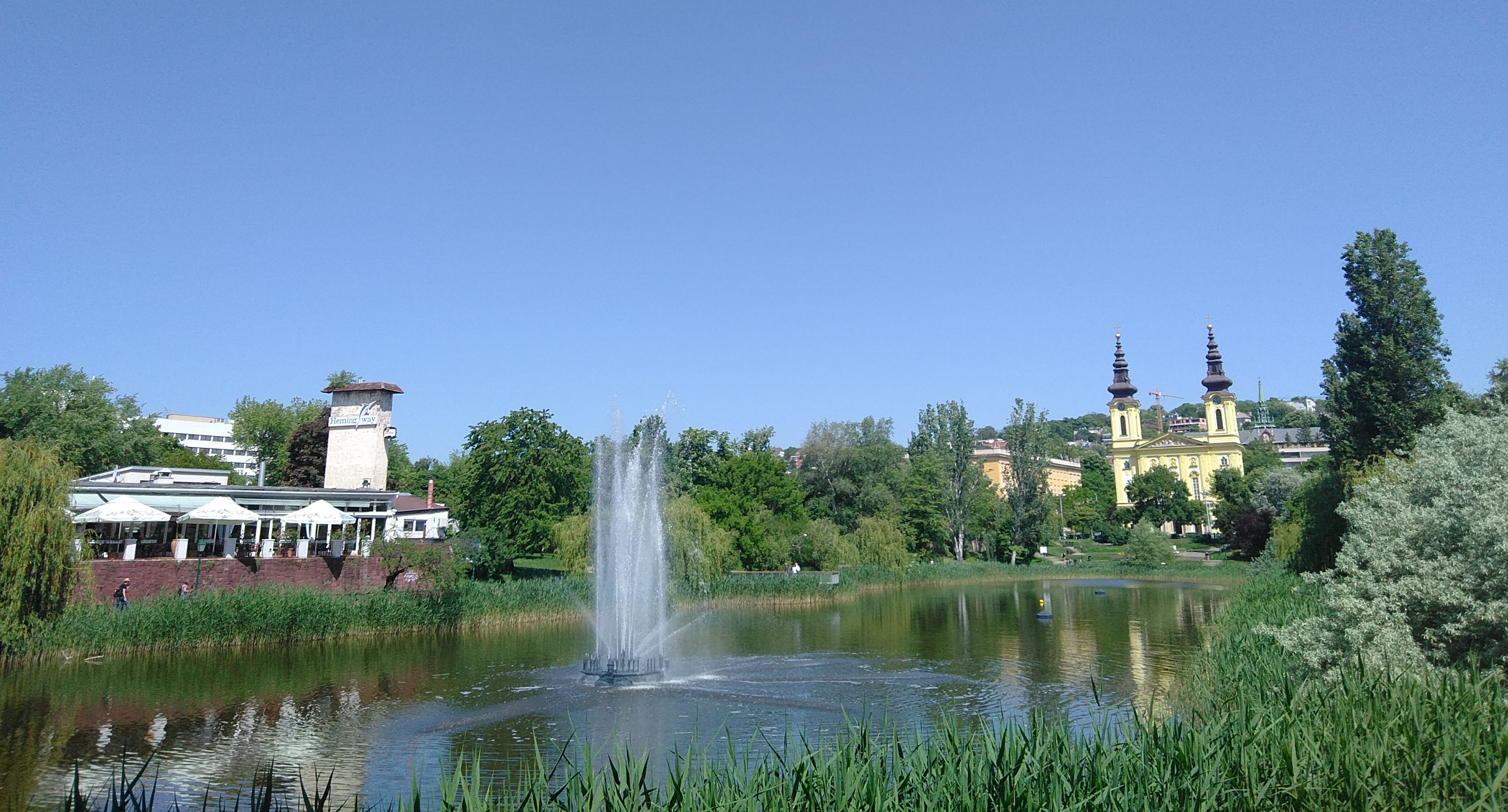
A Feneketlen-tó felől
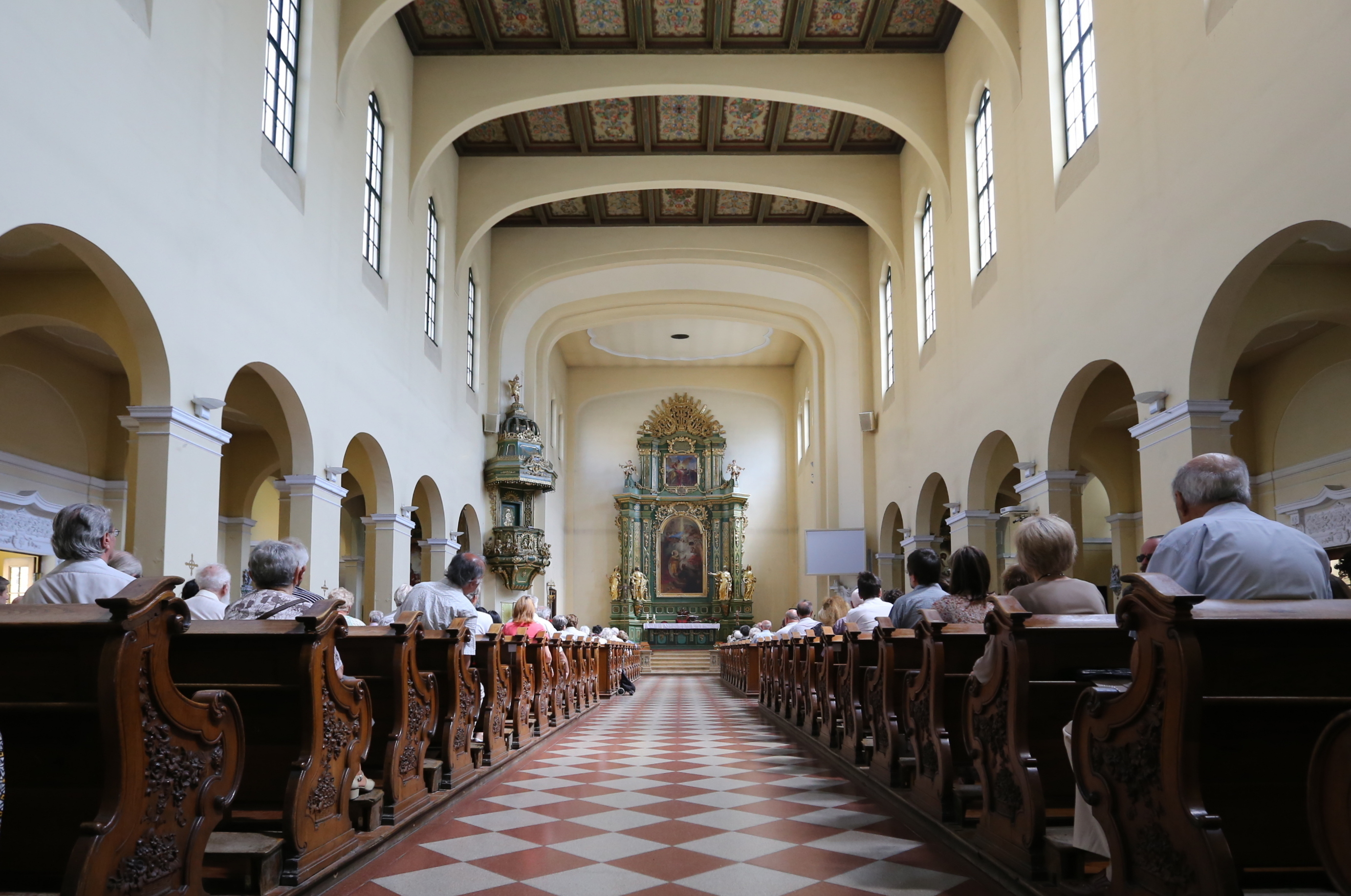
A templomhajó a főoltárral
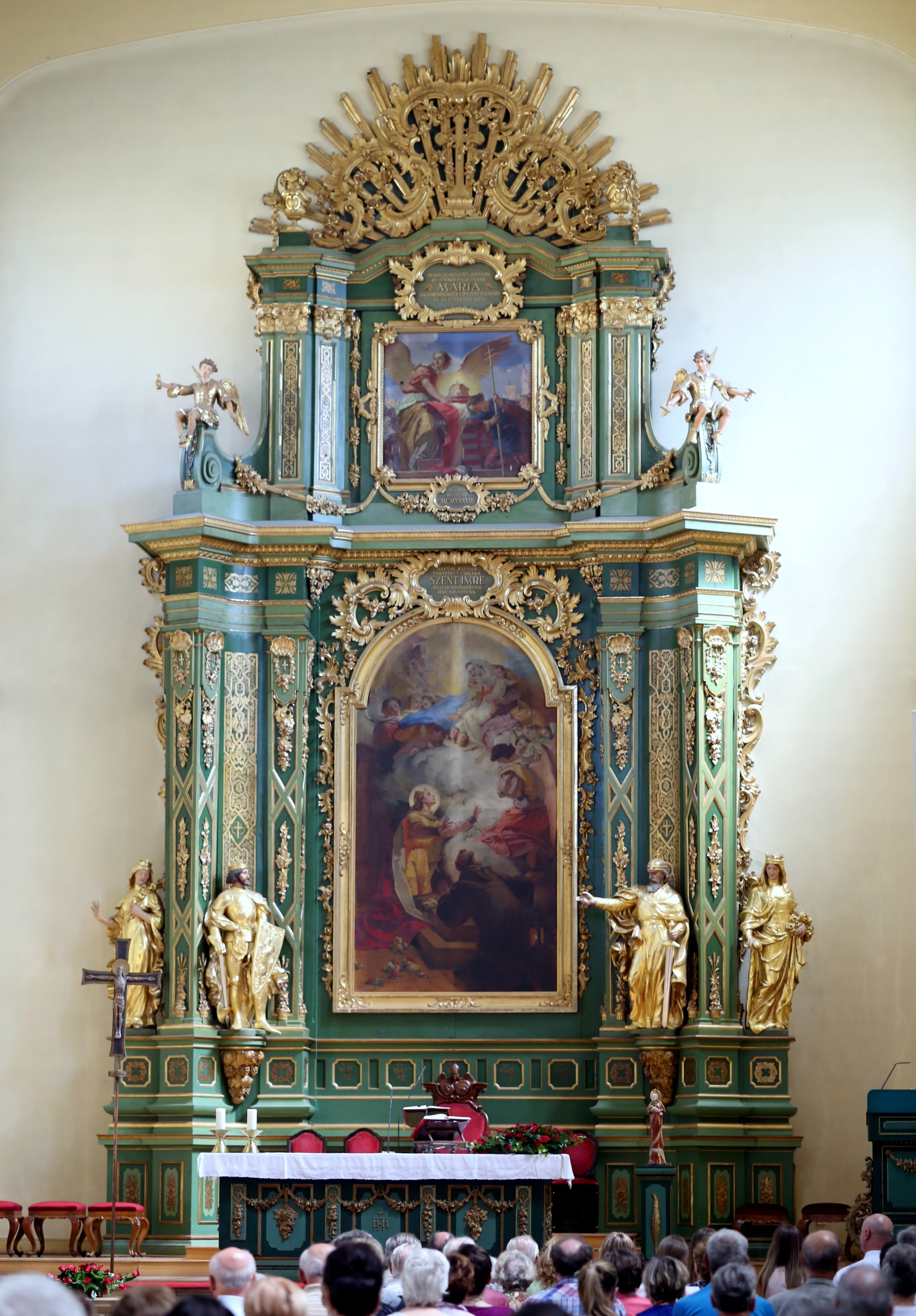
A főoltár
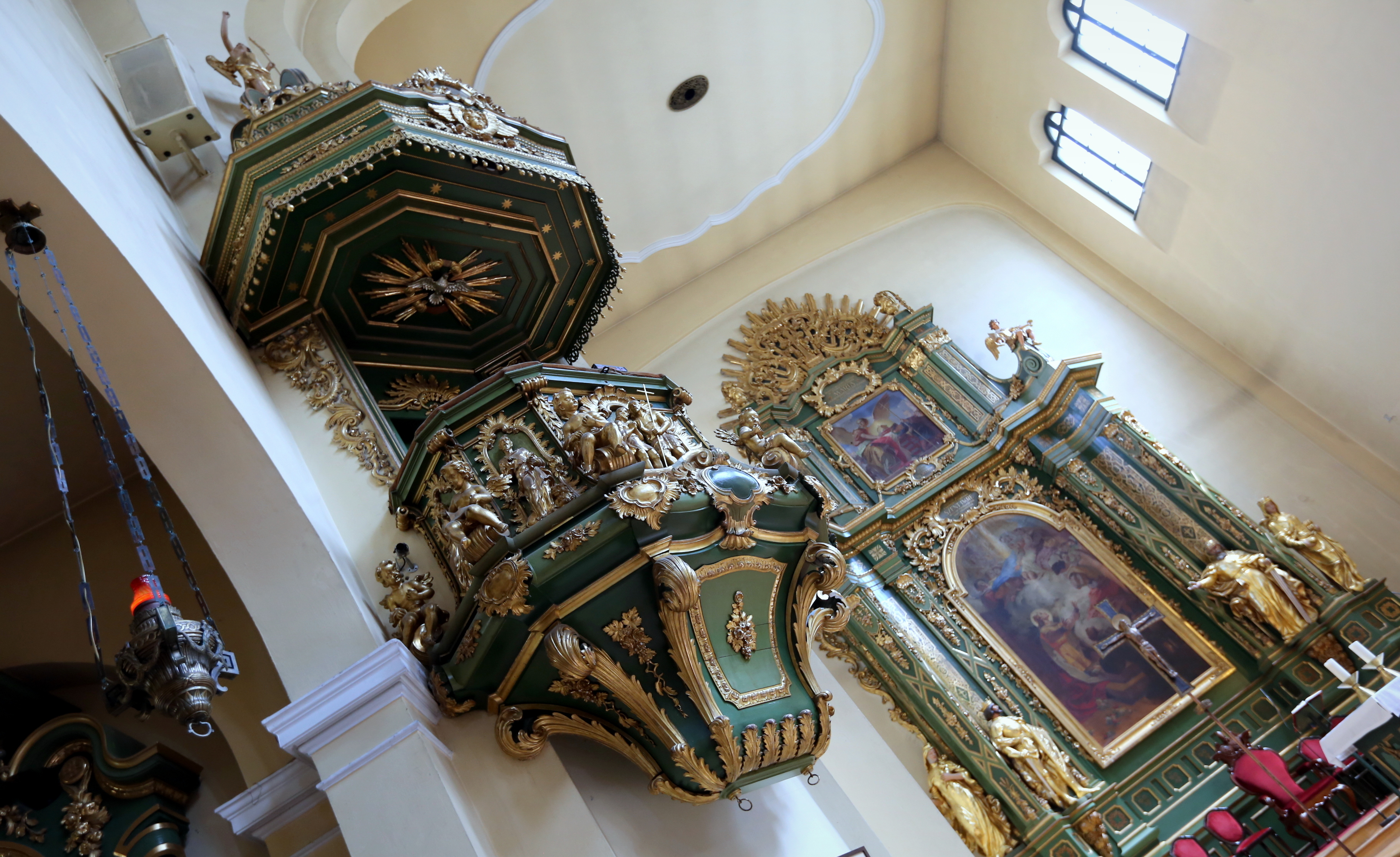
Szószék és főoltár
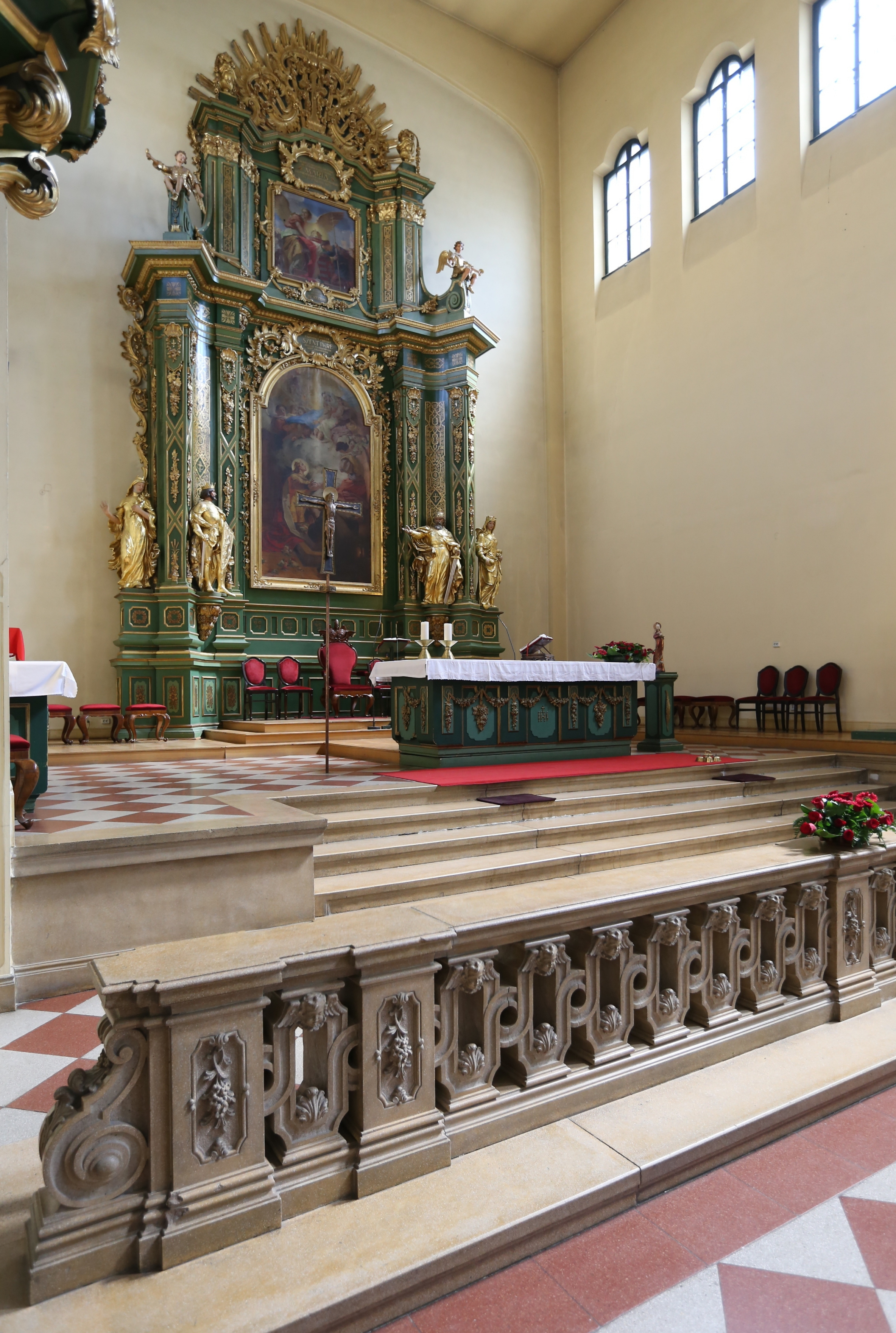
A főoltár
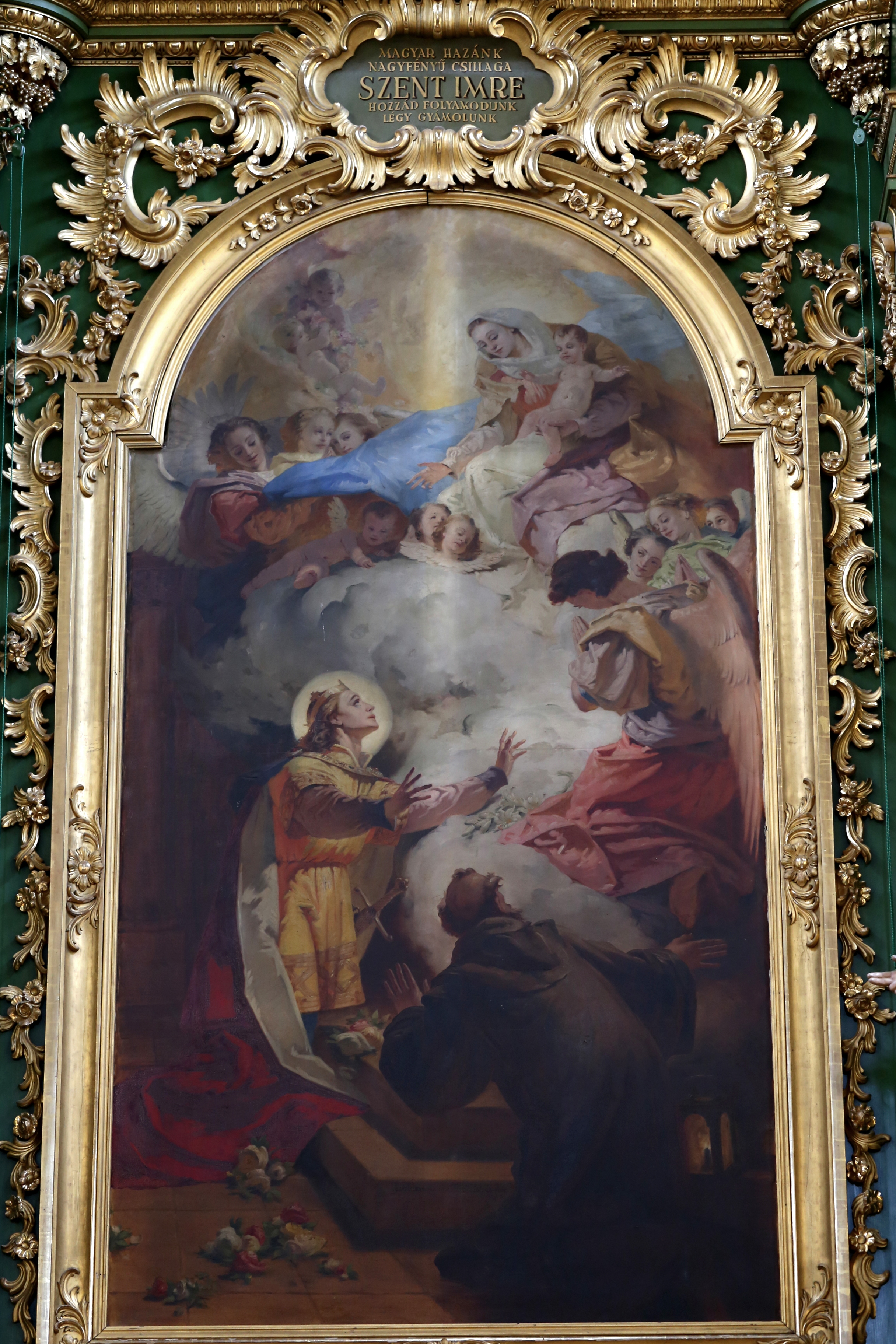
A főoltár festménye
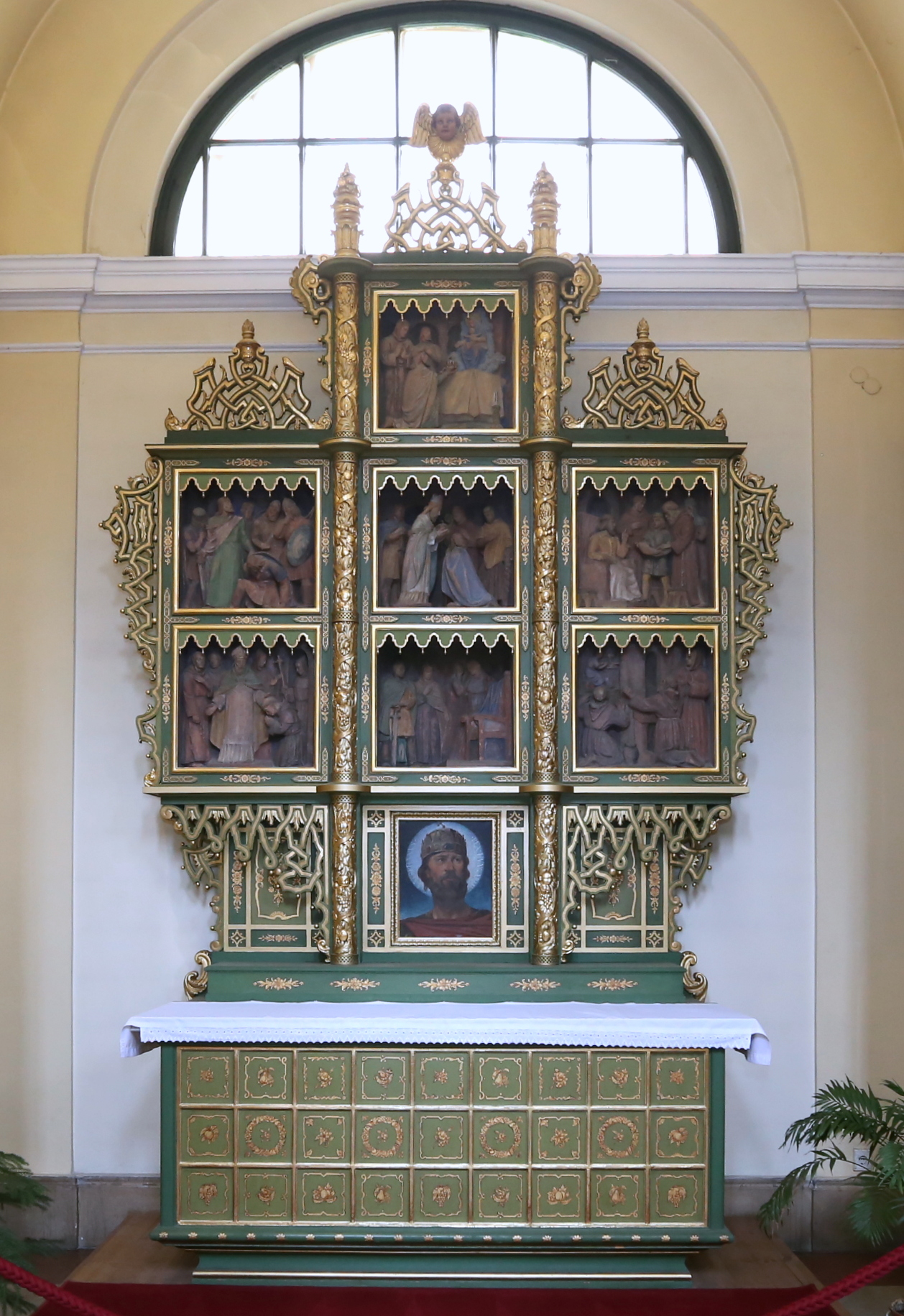
Mellékoltár
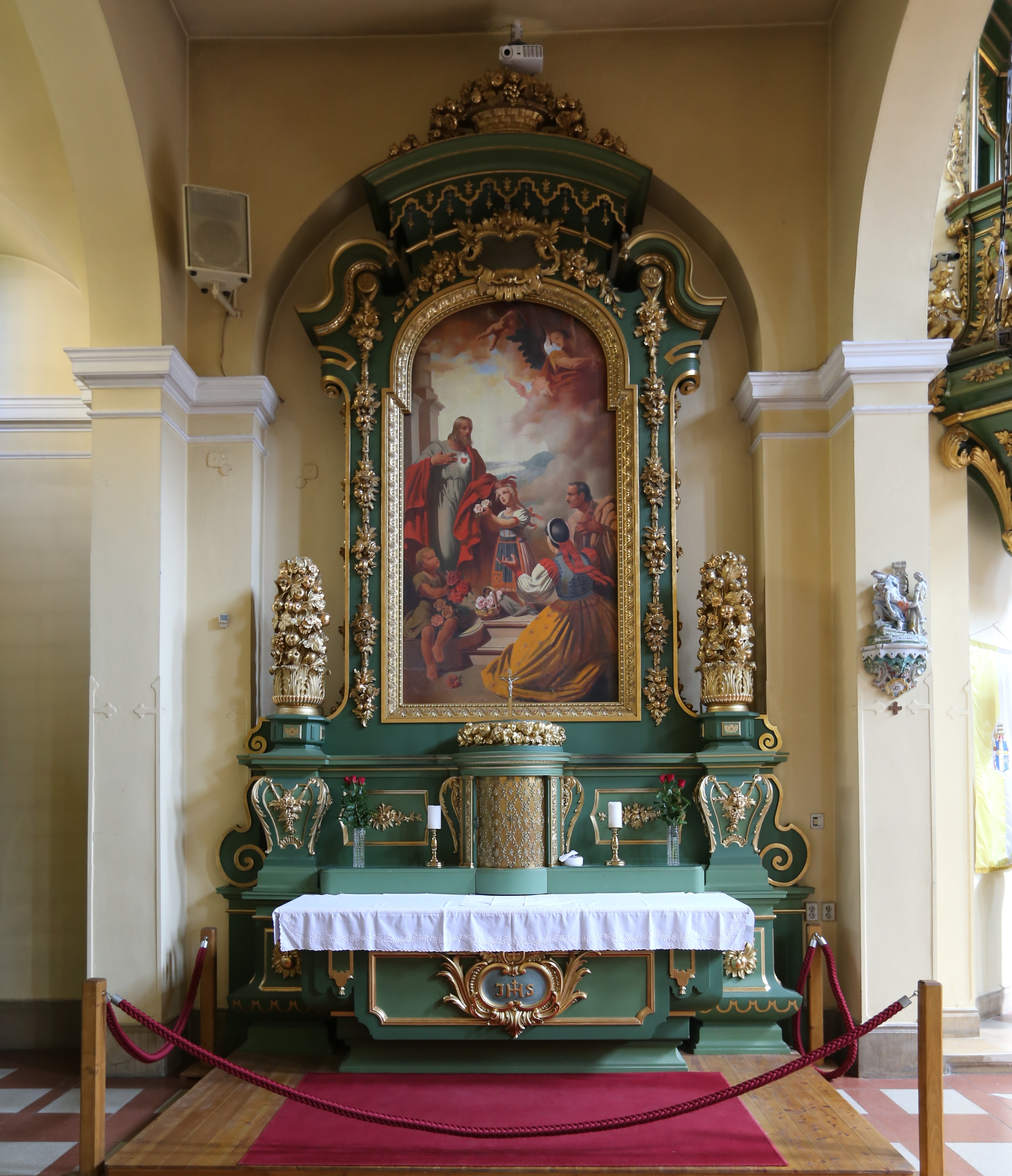
Mellékoltár
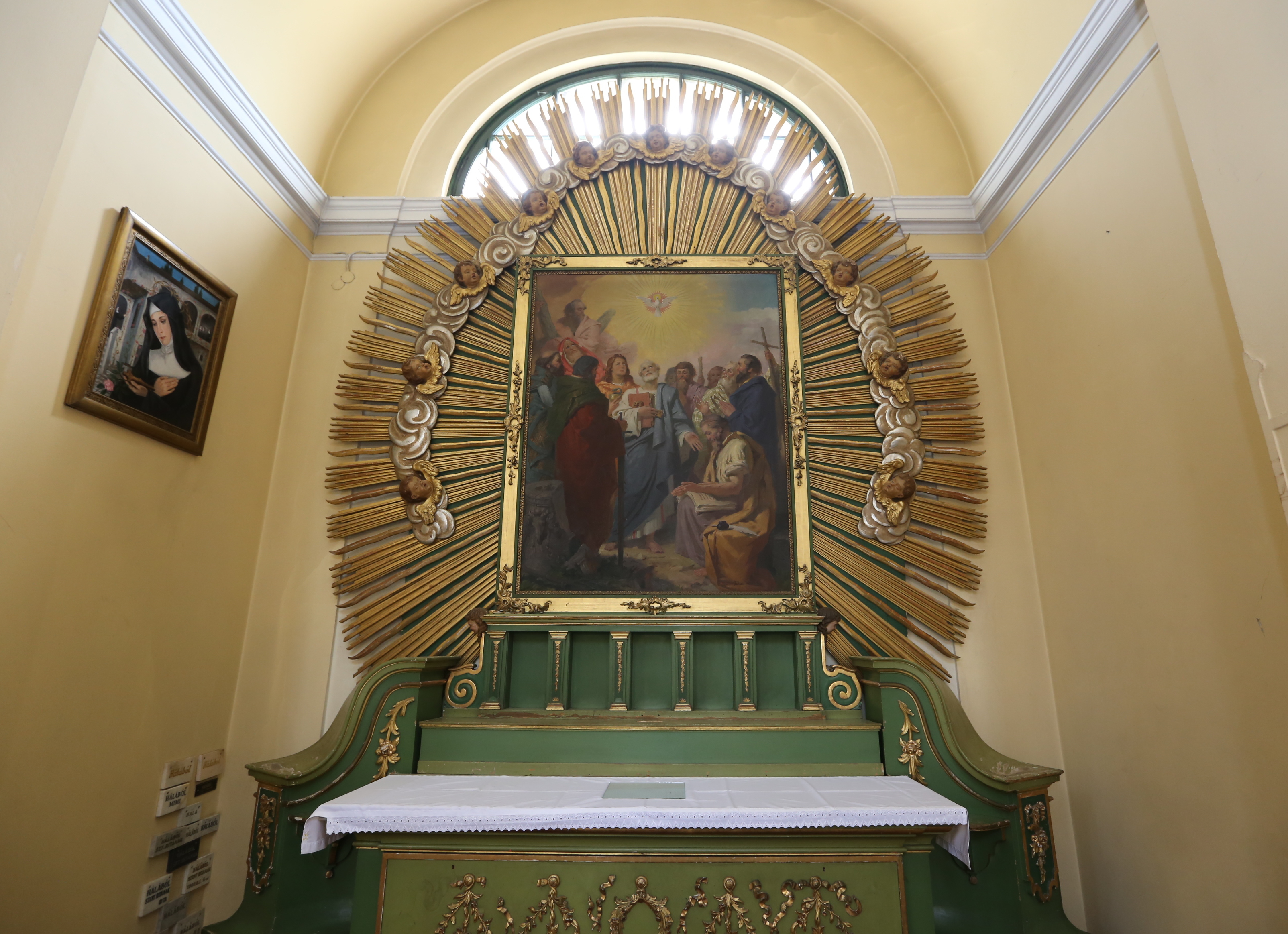
Mellékoltár
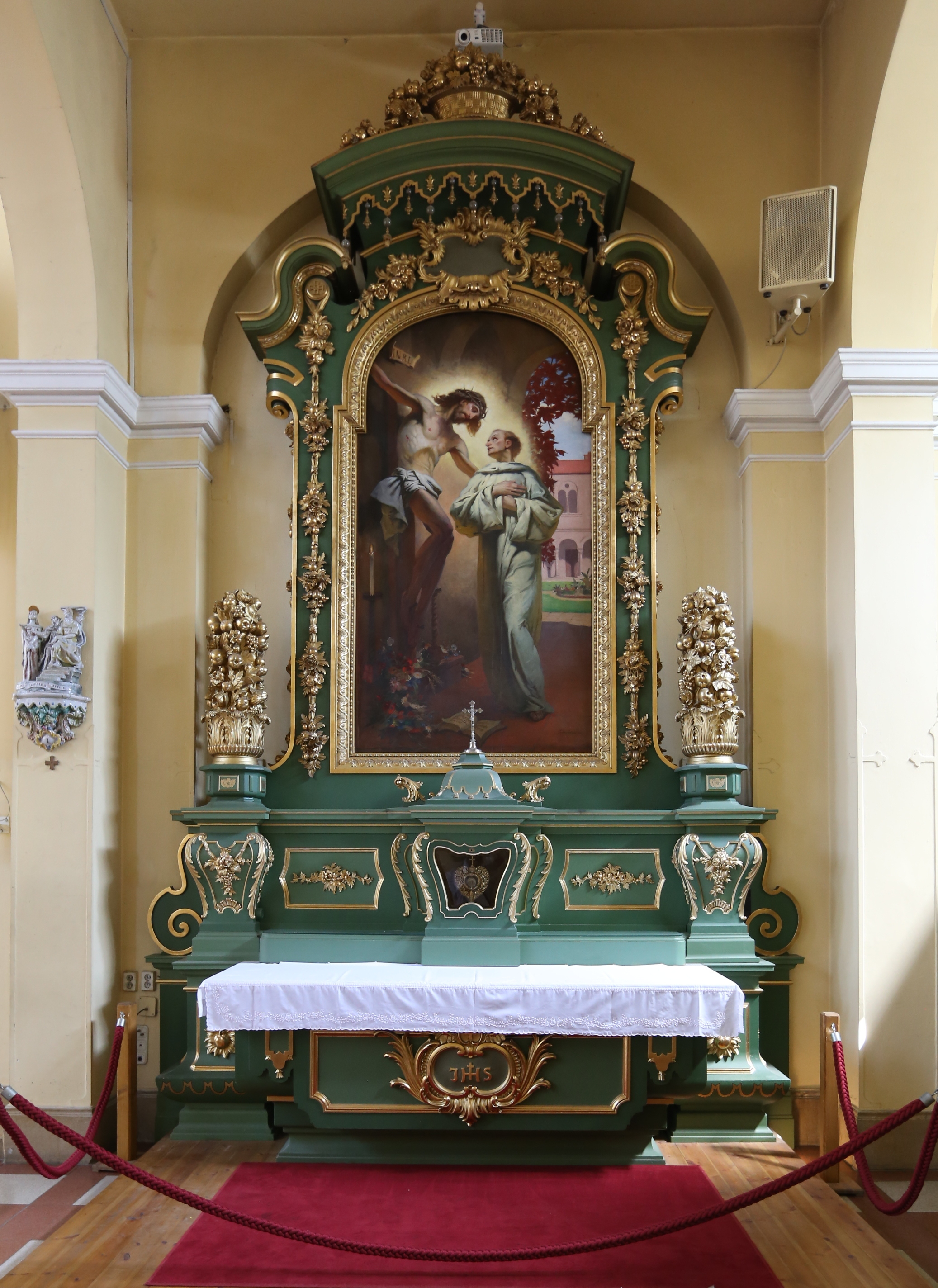
Mellékoltár
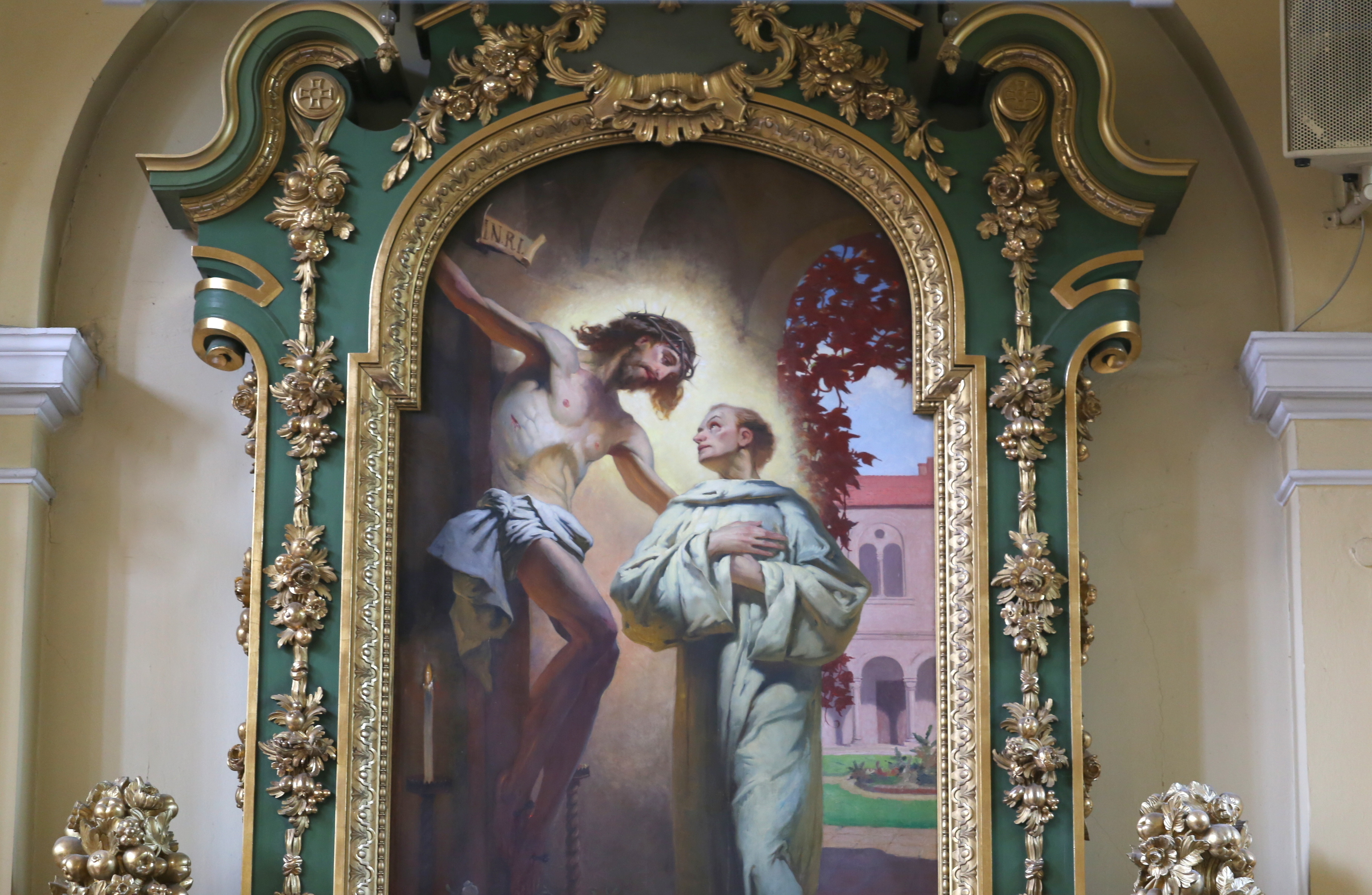
Mellékoltár
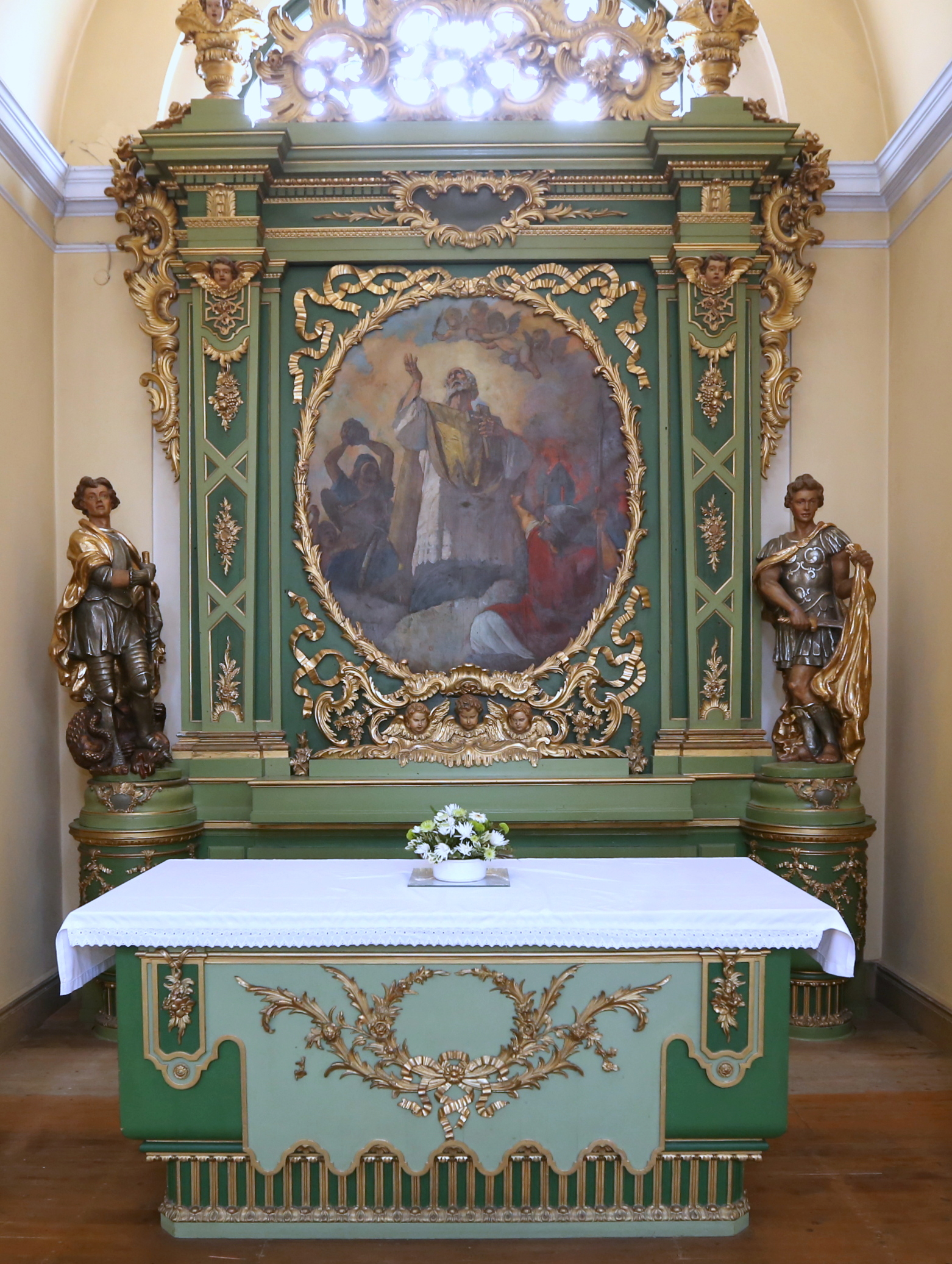
Mellékoltár részlete
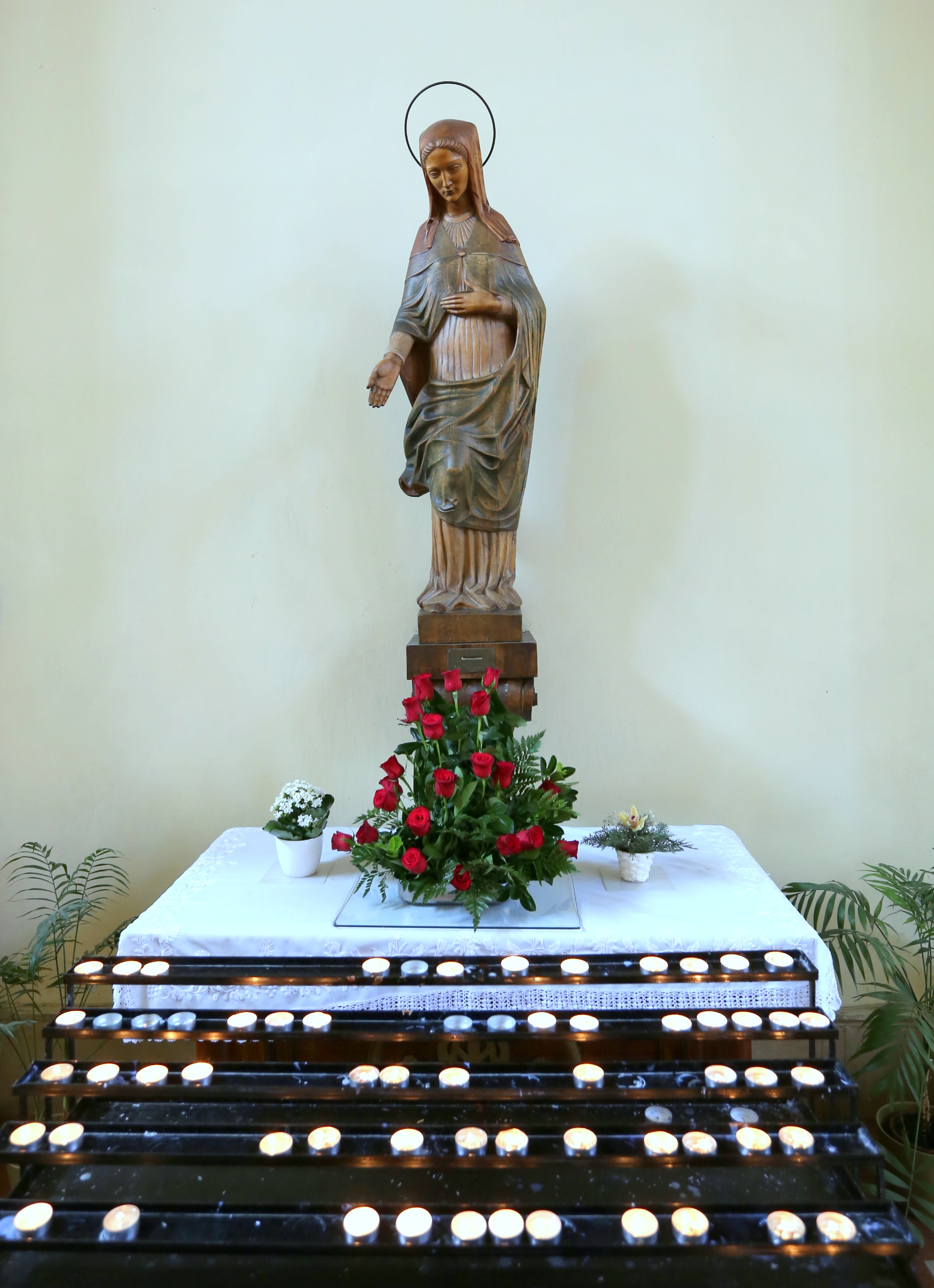
Mária-szobor
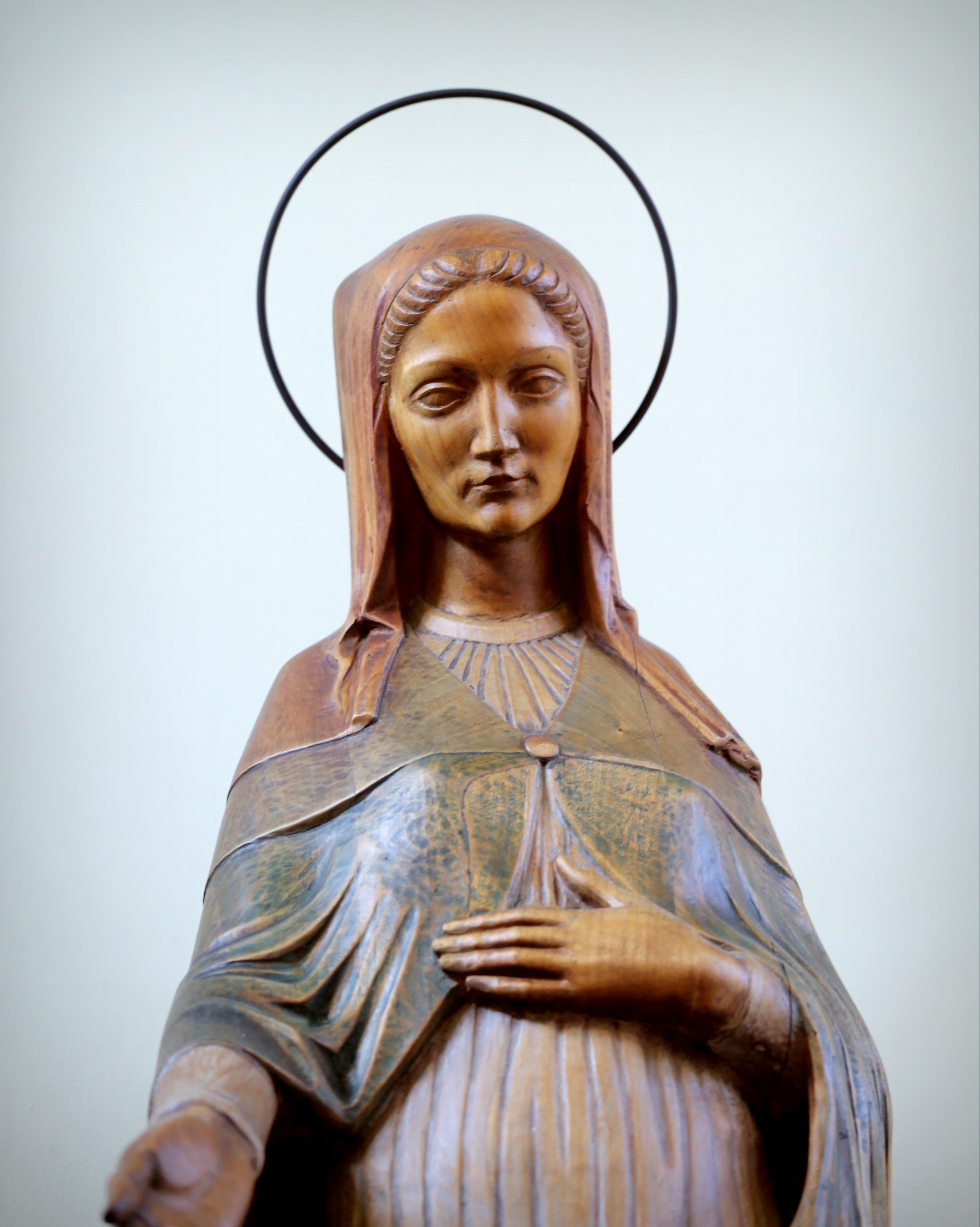
Mária-szobor részlete
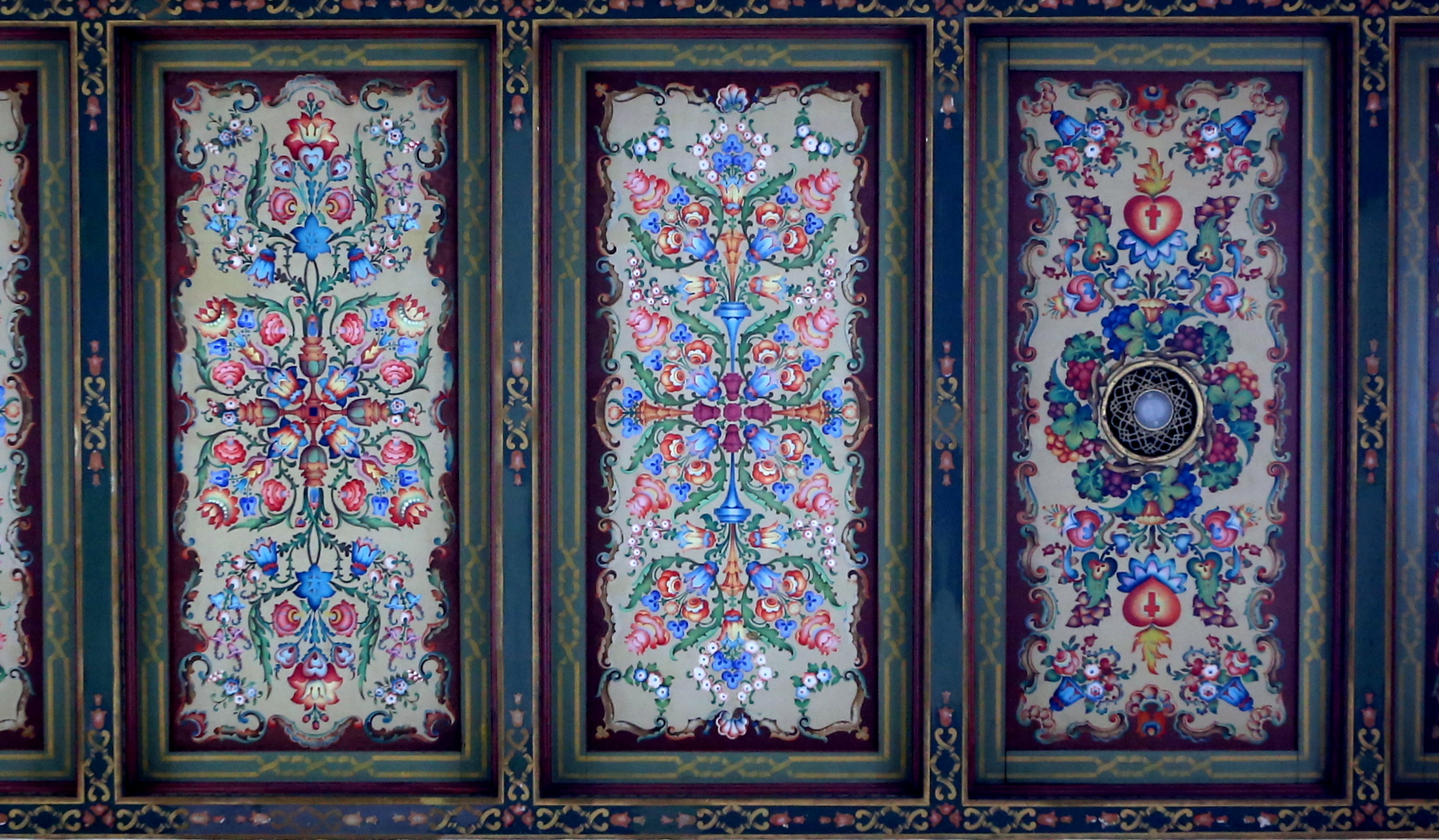
Festett, kazettás mennyezet részlete
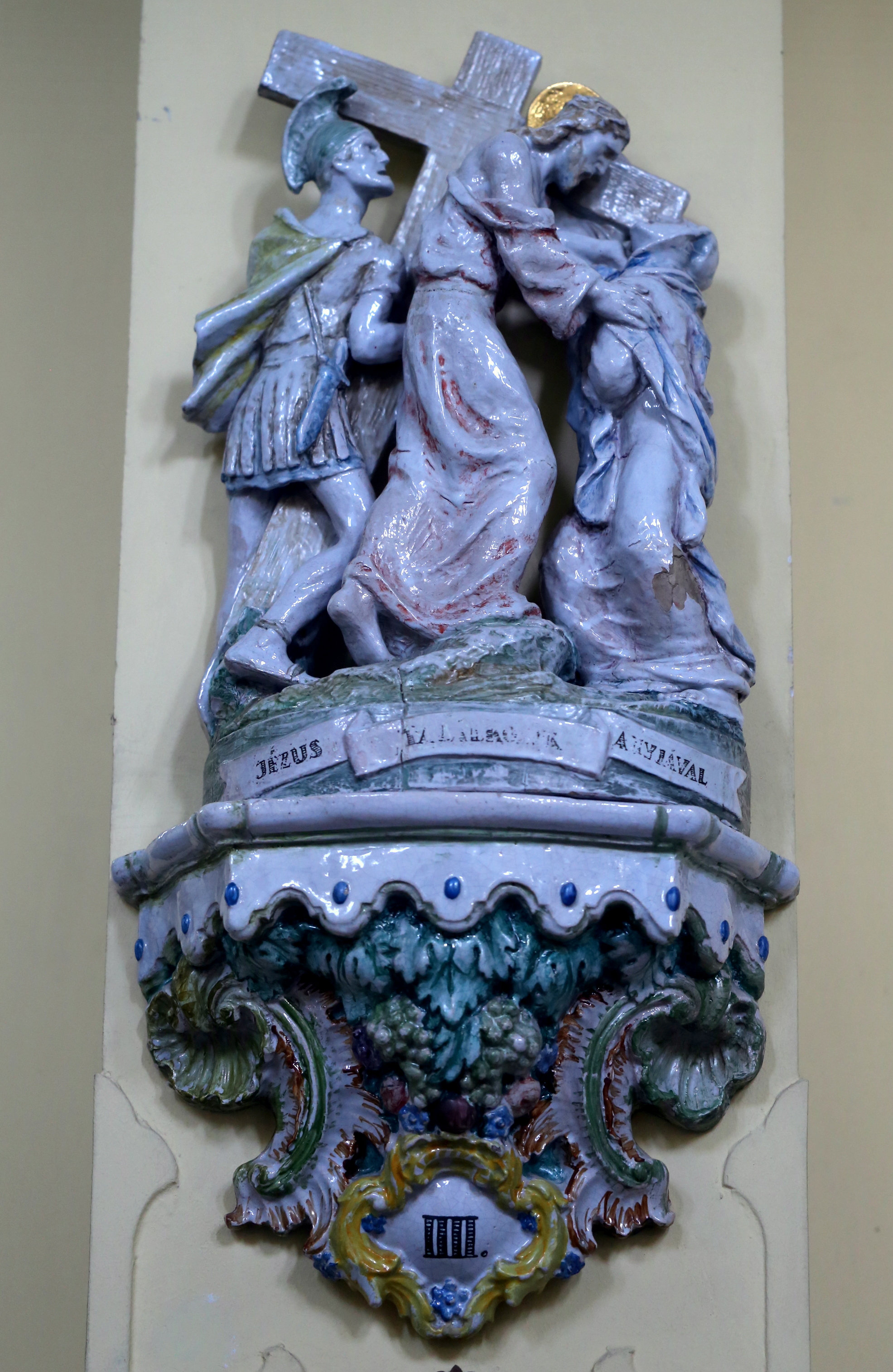
Porcelánból készült keresztúti stáció
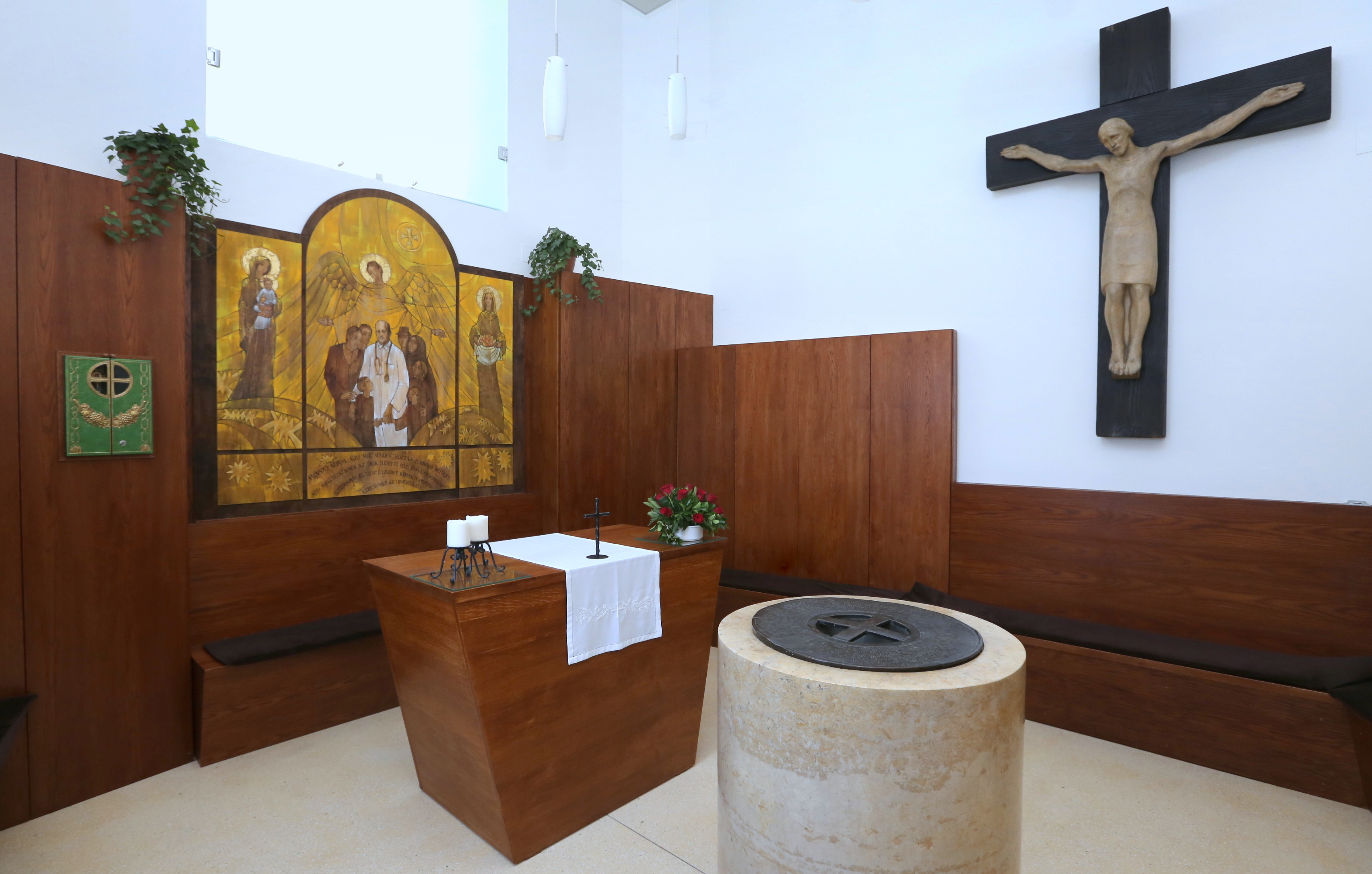
Keresztelőkápolna
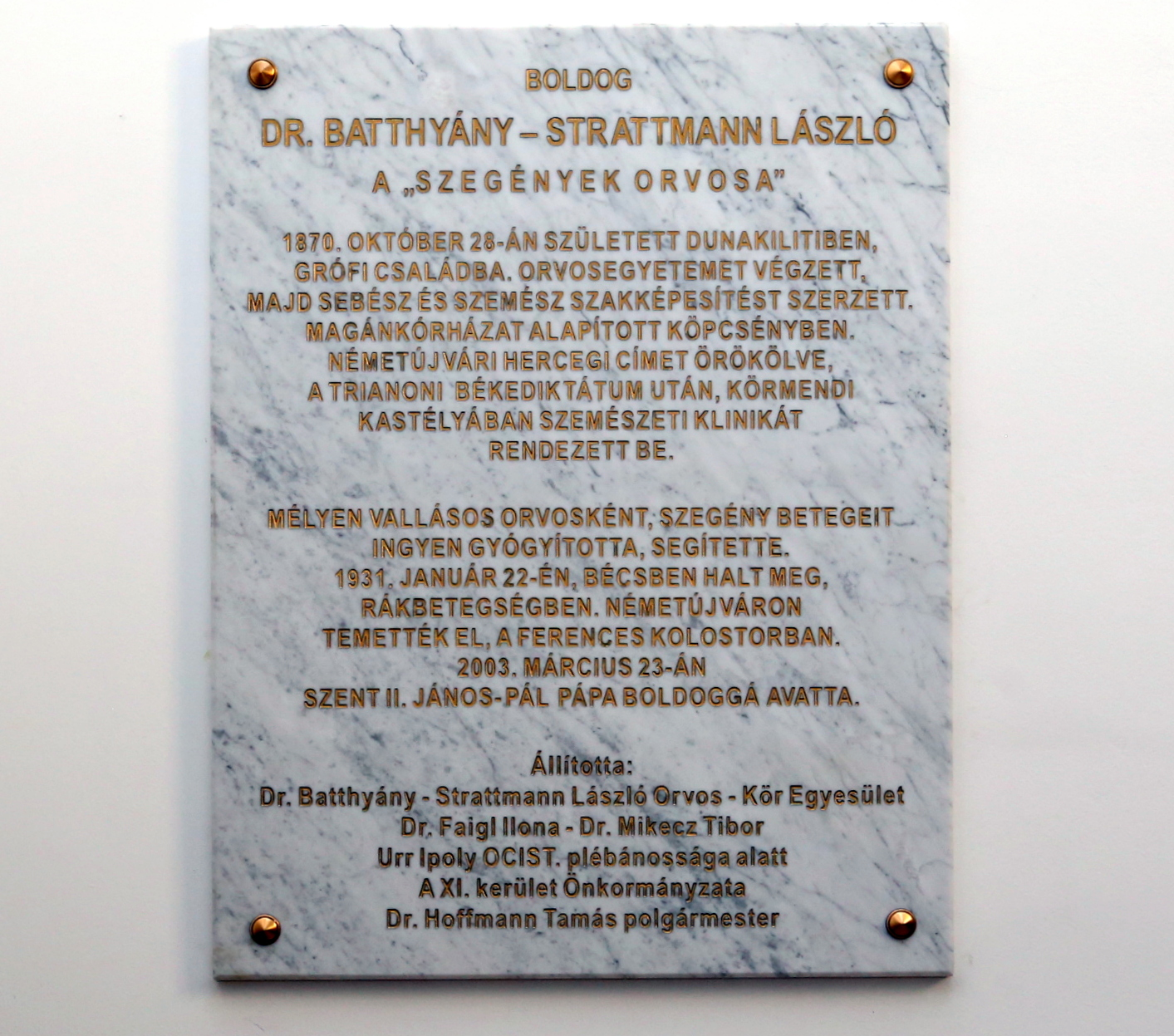
Batthyány-Strattman-keresztelőkápolna
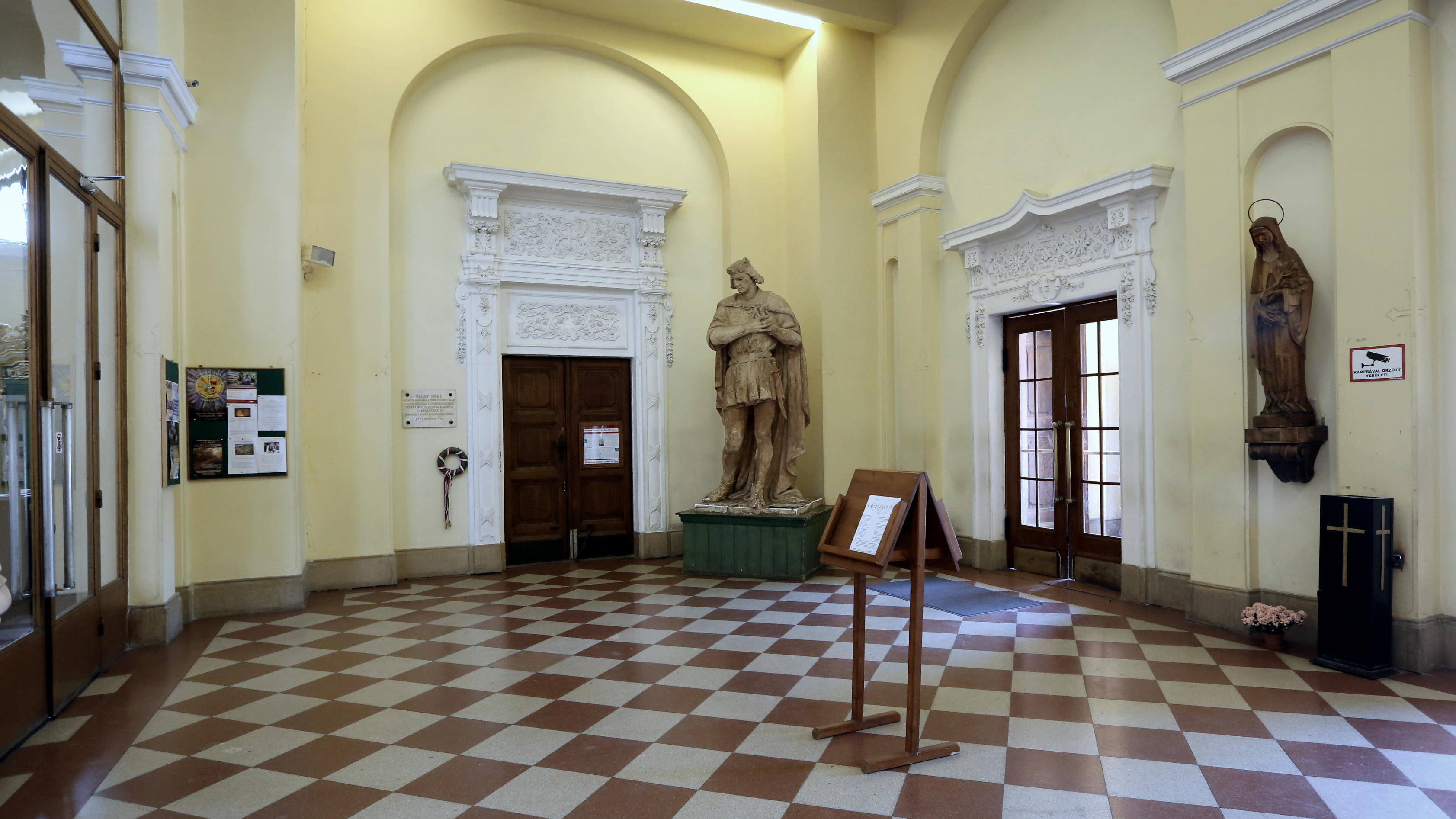
Előtér